# リップタイド探偵24時
『リップタイド探偵24時』（リップタイドたんていにじゅうよじ、原題: Riptide）は、1984年から1986年までアメリカ NBC で放送された探偵アクションドラマ。3シーズンで合計56話が放送された。

## 概要
ベトナム戦争時に陸軍で知り合ったニック・コディ・マレーの三人がカリフォルニアで開業した私立探偵事務所がいろいろな事件に巻き込まれ解決していく。
リップタイドとは、コディが所有するクルーザーの名前で、三人はそこで生活している。また彼は Ebbtide というスピードボードも所有。ニックは Mimi という名前の中古ヘリコプターを所有しておりたびたび使われている。またマレーは MIT 卒のハッカーで、Roboz という名前のロボットを製作し、捜査に使っている。
行動派のニック・コディにコンピュータおたくのマレーという三人の掛け合いが楽しい作品。

## 出演者
- ペリー・キング（コディ・アレン 声優：玄田哲章）
- ジョー・ペニー（ニック・ライダー 声優：神谷和夫）
- トム・ブレイ（マレー・ボジンスキー 声優：三ツ矢雄二）
- ジャック・ギング（クインラン警部補 声優：内海賢二）